# Kobza
"Kobza" (em ucraniano: Кобза) é um grupo musical ucraniano, formado na Ucrânia em 1971, sendo actualmente mais conhecido por ser o primeiro grupo musical da União Soviética a fazer uma digressão pelas Américas em 1982.